# Allen Edward Barrow
Allen Edward Barrow (* 22. Januar 1914 in Okemah, Oklahoma; † 26. Februar 1979) war ein US-amerikanischer Jurist. Nach seiner Berufung durch Präsident John F. Kennedy fungierte er von 1962 bis zu seinem Tod im Jahr 1979 als Bundesrichter am Bundesbezirksgericht für den nördlichen Distrikt von Oklahoma.

## Werdegang
Allen Barrow besuchte nach seinem Schulabschluss die University of Oklahoma in Norman, an der er 1937 den Bachelor of Arts erwarb. Es folgte im Jahr 1942 der Bachelor of Laws am Southeastern State College in Durant. Danach diente er während des Zweiten Weltkrieges in der US Army, die er 1946 im Rang eines Majors verließ. Anschließend praktizierte er zunächst bis 1951 als Rechtsanwalt in Tulsa. Diese Tätigkeit nahm er 1954 wieder auf, nachdem er in der Zwischenzeit beim Innenministerium des Bundesstaates Oklahoma den Posten des stellvertretenden Justiziars für die Southwestern Power Administration bekleidet hatte. Dabei übte er auch zeitweise kommissarisch das Amt des Chefjustiziars aus. Er gehörte der Demokratischen Partei an, bekleidete aber nie ein politisches Amt.
Am 18. Juli 1962 wurde Barrow durch Präsident Kennedy als Nachfolger von Royce H. Savage zum Richter am United States District Court for the Northern District of Oklahoma ernannt. Nach der Bestätigung durch den US-Senat, die am 1. August desselben Jahres erfolgte, konnte er am Tag darauf sein Amt antreten. Von 1962 bis 1979 war er als Chief Judge Vorsitzender dieses Bundesgerichts. Allen Barrow verstarb am 26. Februar 1979. Sein Sitz fiel an James O. Ellison; den Vorsitz des Gerichts übernahm H. Dale Cook.